# The Dakota
The Dakota (taktéž nazývaný Dakota Apartments) je bytový dům nacházející se na 72. ulici v městské části Upper West Side, Manhattan, New York. Tento dům, postavený v letech 1880 až 1884, je známý jako někdejší bydliště a zároveň i místo vraždy bývalého člena slavné skupiny The Beatles Johna Lennona. Patří k nejprestižnějším bytovým domům v Manhattanu, přičemž prodejní ceny jednotlivých apartmánů se zde pohybují mezi 4 až 30 miliony USD. Dům The Dakota byl v roce 1969 zařazen do seznamu významných newyorských historických památek.
V říjnu 1990 v domě zemřel americký dirigent a skladatel Leonard Bernstein.